# Новачок у космосі
Новачок у космосі (англ. A Tenderfoot in Space) — науково-фантастичне оповідання Роберта Гайнлайна. Вперше опубліковане журналом Boys' Life з травня по липень 1958.
Пізніше включене до збірки «Поза основною лінією» (2005).
Оповідання про хлопчика-скаута та його пса. Хлопчик з сім'єю емігрує на Венеру і там приєднується до місцевого скаутського загону. По ходу сюжету, Гайнлайн детально проблему орієнтації на місцевості при хмарній погоді та відсутності магнітного поля Венери.

## Сюжет
Чарлі, скаут-зірка, мав емігрувати на Венеру разом зі своїми батьками. Не бажаючи розставатись зі своїм вірним псом Ніксі, він умовив батьків забрати його з ними. Не маючи фінансової можливості купити псу повноцінний квиток, хлопець дає дозвіл на ризикований анабіоз для пса. Перед відбуттям, його скаутський загін видав їм обом супровідні листи.
По прибуттю на Венеру, сім'я поселяється в єдиному місті Боріеліс на Північному Полюсі. Ніксі успішно виводять з анабіозу.
У місцевому загоні скаутів, Чарлі приймають із пониженням у званні, через відсутність у нього знань про Венеру і прикріпляють до нього досвідченого скаута, місцевого уродженця Ганса. Через надзвичайну популярність, Ніксі стає повноправним скаутом-новачком (англ. Tenderfoot) загону.
У першому ж поході Чарлі вчать орієнтуватися в лісі і остерігатися небезпечних звірів.
Ганс умовляє керівника загону відпустити його разом з Чарлі та Ніксі на ферму його батьків. Успішно добравшись, і познайомивши нових друзів зі своїми рідними, Ганс запрошує Чарлі подивитись на його майбутнє поле. Під час подорожі Ганса вжалює і паралізує велетенська місцева стрекоза і Чарлі доводиться прокладати дорогу назад використовуючи новонабуті знання. Коли він вже не в змозі нести Ганса, то посилає Ніксі, щоб той привів допомогу.
В фіналі, показується церемонія нагороди скаута Ніксі за врятування життя Чарлі та Гансу.